# Indohya scanloni
Espèce
Indohya scanloni est une espèce de pseudoscorpions de la famille des Hyidae.

## Distribution
Cette espèce est endémique du Pilbara en Australie-Occidentale. Elle se rencontre à 70 kilomètres au Ouest-Nord-Ouest de Newman vers Weeli Wolli.

## Description
Le mâle holotype mesure 2,08 mm et la femelle paratype 2,32 mm.

## Systématique et taxinomie
Cette espèce a été décrite par Harvey et Burger en 2023.

## Étymologie
Cette espèce est nommée en l'honneur de Michael D. Scanlon. 

## Publication originale
- Harvey, Burger, Abrams, Finston, Huey & Perina, 2023 : « The systematics of the pseudoscorpion genus Indohya (Pseudoscorpiones: Hyidae) in Australia. » Zootaxa, no 5342(1), p. 1-119.